# Brunszwik
Brunszwik (niem. Braunschweig, dolnosaks. Brunswiek) – miasto na prawach powiatu w środkowej części Niemiec, w kraju związkowym Dolna Saksonia, na północy masywu górskiego Harz, nad rzeką Oker. Ważny ośrodek przemysłowy, rozwinięty zwłaszcza przemysł maszynowy, środków transportu (głównie autobusy i samochody ciężarowe), elektrotechniczny, elektroniczny, metalowy, precyzyjny, spożywczy, instrumentów muzycznych; węzeł komunikacyjny; politechnika (założona w 1745) z biblioteką i inne wyższe szkoły (pedagogiczna, sztuk pięknych), instytuty naukowe, wydawnictwa.

## Historia

### Średniowiecze

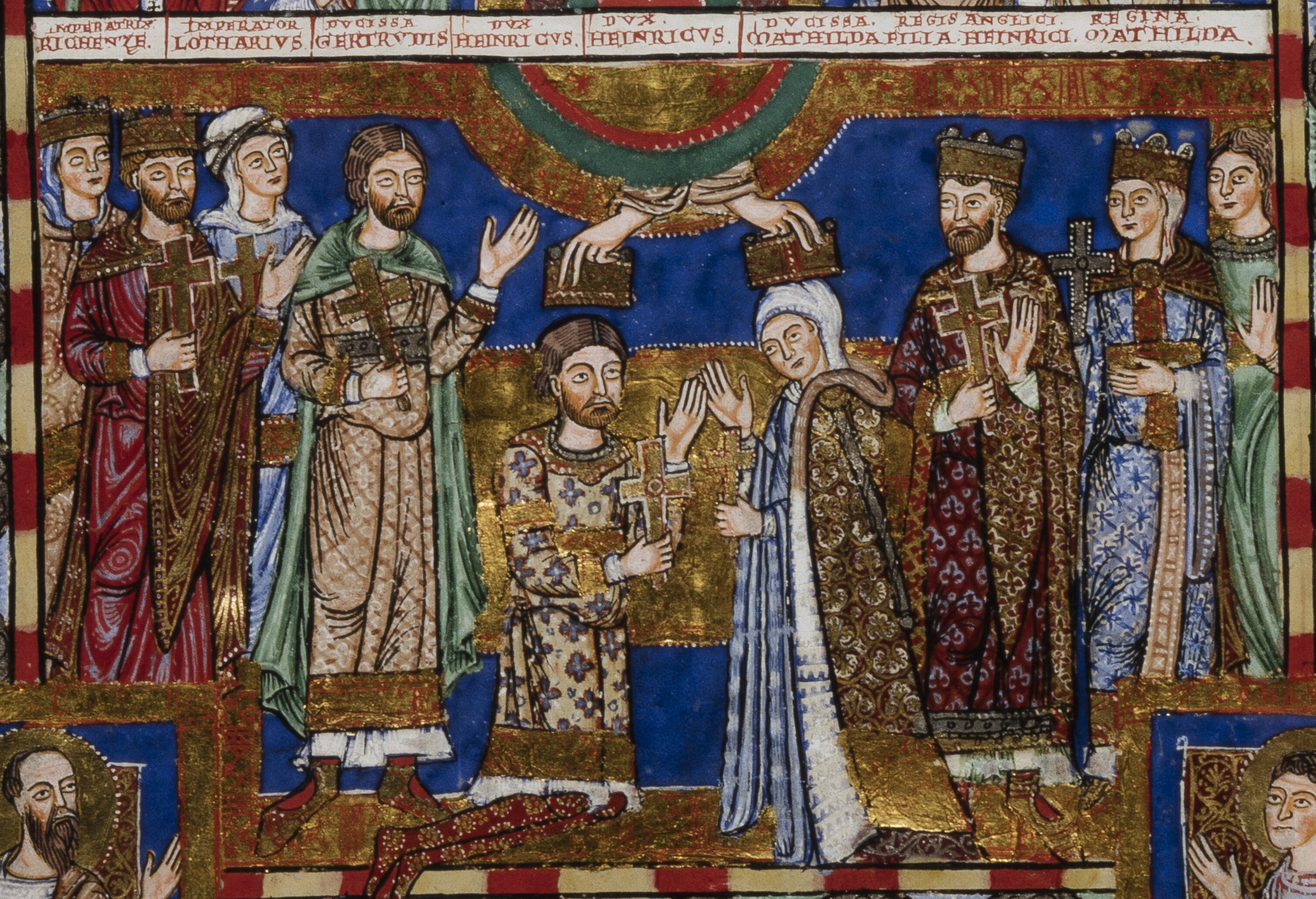
Książę Henryk Lew i Matylda (fragment Ewangeliarza Henryka Lwa)

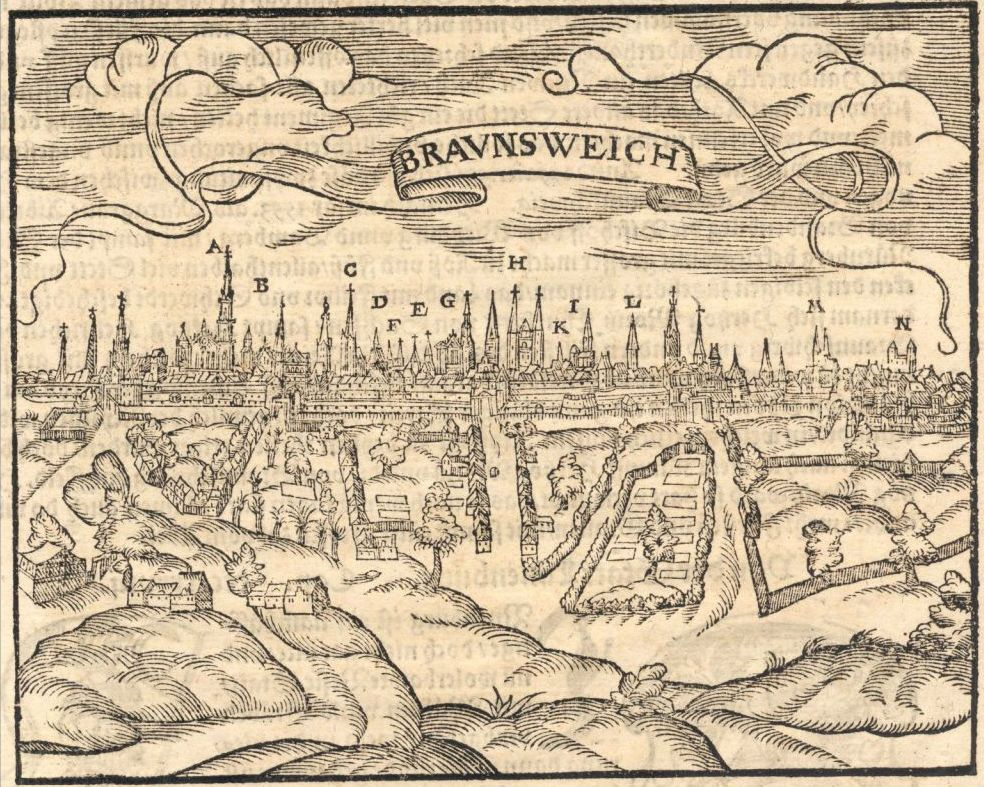
Panorama Brunszwiku (sztych z 1550)

Już w IX wieku na terenie miasta w rejonie dzisiejszego Targu Węglowego (Kohlmarkt) powstała osada, późniejsze Stare Miasto (Altstadt). Według tradycji Brunszwik został założony przez Brunona II. Nazwa miasta jest połączeniem imienia Bruno i słowa wik, oznaczającego miejsce odpoczynku kupców i przechowywania przez nich dóbr. Brunszwik jest wzmiankowany w dokumentacji kościoła św. Magnusa (St. Magni Kirche) z 1031 roku. Powstała wokół niego osada nosiła nazwę Altewiek. W XII w. został rozbudowany przez rezydującego tam Henryka Lwa, który wzniósł oprócz zamku – rezydencji katedrę św. Błażeja (St. Blasius), a miasto umocnił murami i fosami. Ponadto książę założył na północ od Starego Miasta na terenach wokół kościoła św. Andrzeja (St. Andreas) Nowe Miasto (Neustadt). Na prawym brzegu rzeki Oker powstała osada Hagen, a pomiędzy Starym i Nowym Miastem i zamkiem osada Sack. Prawa miejskie Brunszwik otrzymał w 1227 roku. Od 1260 roku (z przerwą w latach 1374-1380, będącą konsekwencją Große Schicht – rewolty mieszkańców przeciwko ówczesnym rajcom miejskim) do połowy XVIII wieku Brunszwik był członkiem Hanzy. Silny wpływ kupców i cechów rzemieślniczych, nabywanie przez mieszkańców praw i przywilejów miejskich umocniły pozycję mieszczaństwa co stopniowo ograniczało wpływ książąt na miasto.

### Czasy nowożytne
W XV wieku Brunszwik otrzymał status wolnego miasta Rzeszy, a książęta założyli rezydencję w pobliskim Wolfenbüttel. Nauki Lutra przyczyniły się do postępu reformacji, za którą miasto opowiedziało się w roku 1528. W 1671 Brunszwik został zdobyty przez księcia Rudolfa Augusta. Rada miejska podlegała książęcej komisji, a majątki i broń mieszczan zostały odebrane na rzecz księstwa. Siedziba książąt została przeniesiona z Wolfenbüttel do Brunszwiku przez Karola I. Za jego księstwa poprawiła się sytuacja ekonomiczna, powstały manufaktury, gdzie wyrabiano fajans i porcelanę. W XVIII wieku stał się ważnym ośrodkiem kulturalnym i naukowym. W 1745 roku założono Collegium Carolinum (zalążek dzisiejszej Politechniki Brunszwickiej).

### Czasy współczesne

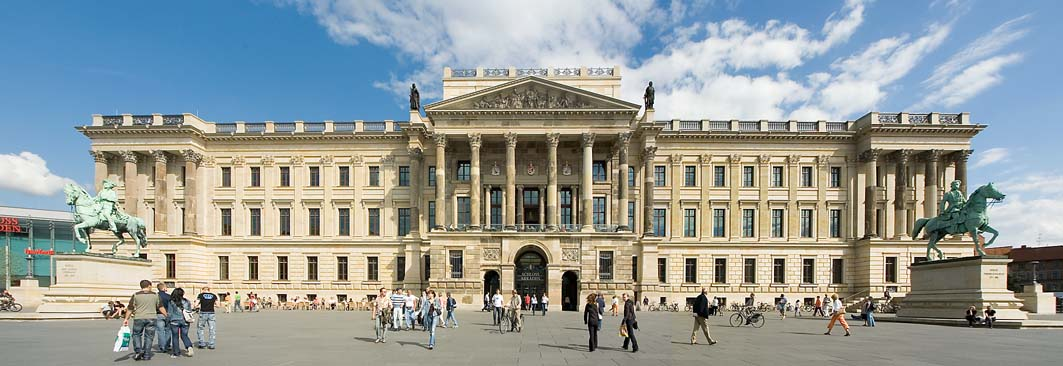
Pałac książęcy w Brunszwiku (1833–1841)

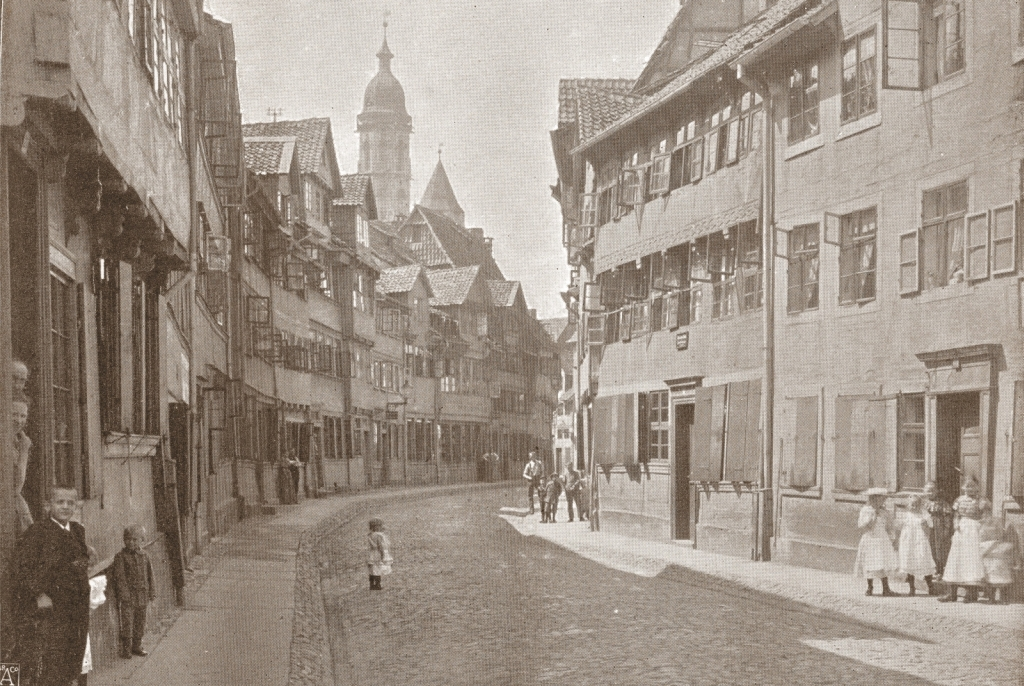
Ulica Nickelnkulk (zdjęcie z 1894)

Na początku XIX wieku dokonano zmian w systemie obronnym miasta, zniwelowano wały, na ich miejscu - wzdłuż rzeki Oker – powstały promenady, zaś na rogatkach przy drogach wylotowych klasycystyczne wartownie. W latach 1809–1813 Brunszwik należał do Królestwa Westfalii. W 1838 powstała pierwsza linia kolejowa łącząca Brunszwik z Wolfenbüttel. Druga połowa XIX wieku to okres wzmożonej industrializacji – rozwinął się przede wszystkim przemysł maszynowy i spożywczy (konserwowy i cukrowy). W 1890 liczba mieszkańców miasta przekroczyła 100 tysięcy. Do 1918 roku był stolicą Księstwa Brunszwiku, a następnie przywrócono mu status wolnego miasta. Rozwinął się przemysł samochodowy, zbrojeniowy, powstała fabryka instrumentów muzycznych. Miasto doznało poważnych zniszczeń podczas nalotów wojsk brytyjskich i amerykańskich w październiku 1944. W mieście pracowały tysiące robotników przymusowych. W latach 1943–1945 zmarło przynajmniej 360 dzieci odebranych robotnicom, na przykład w Entbindungsheim für Ostarbeiterinnen. Gruntowna odbudowa miasta trwała długo. Historyczne centrum otrzymało nowoczesną zabudowę, rekonstrukcja części historycznej ograniczyła się do terenów dawnych pięciu osad.

## Zabytki

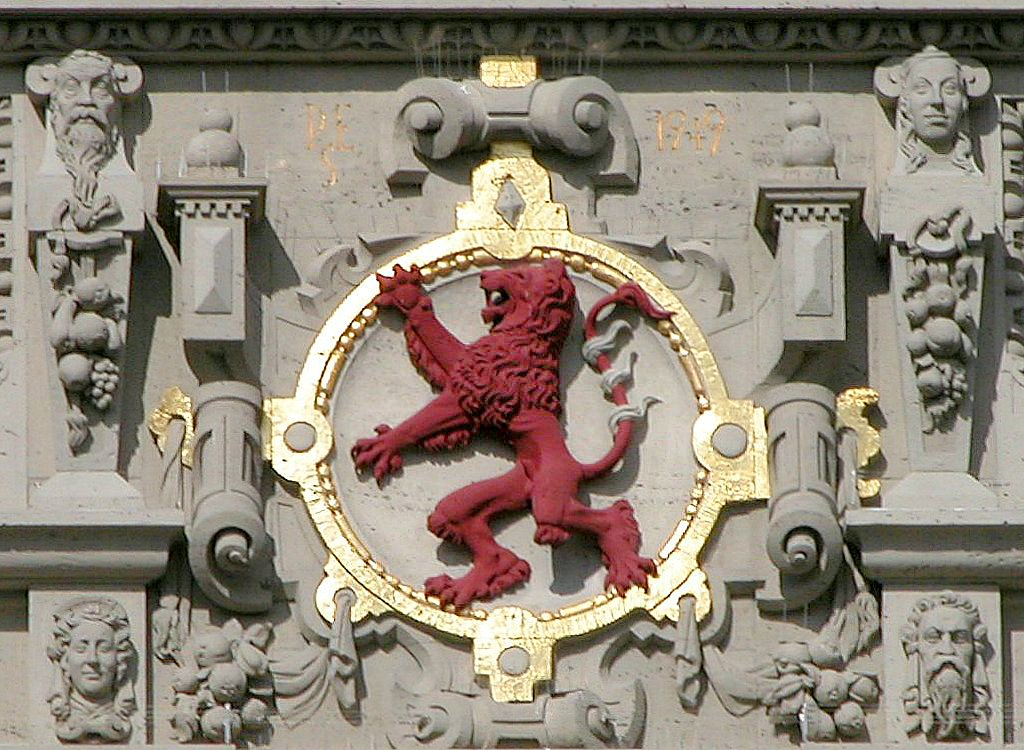
Herb Brunszwiku na sukiennicach

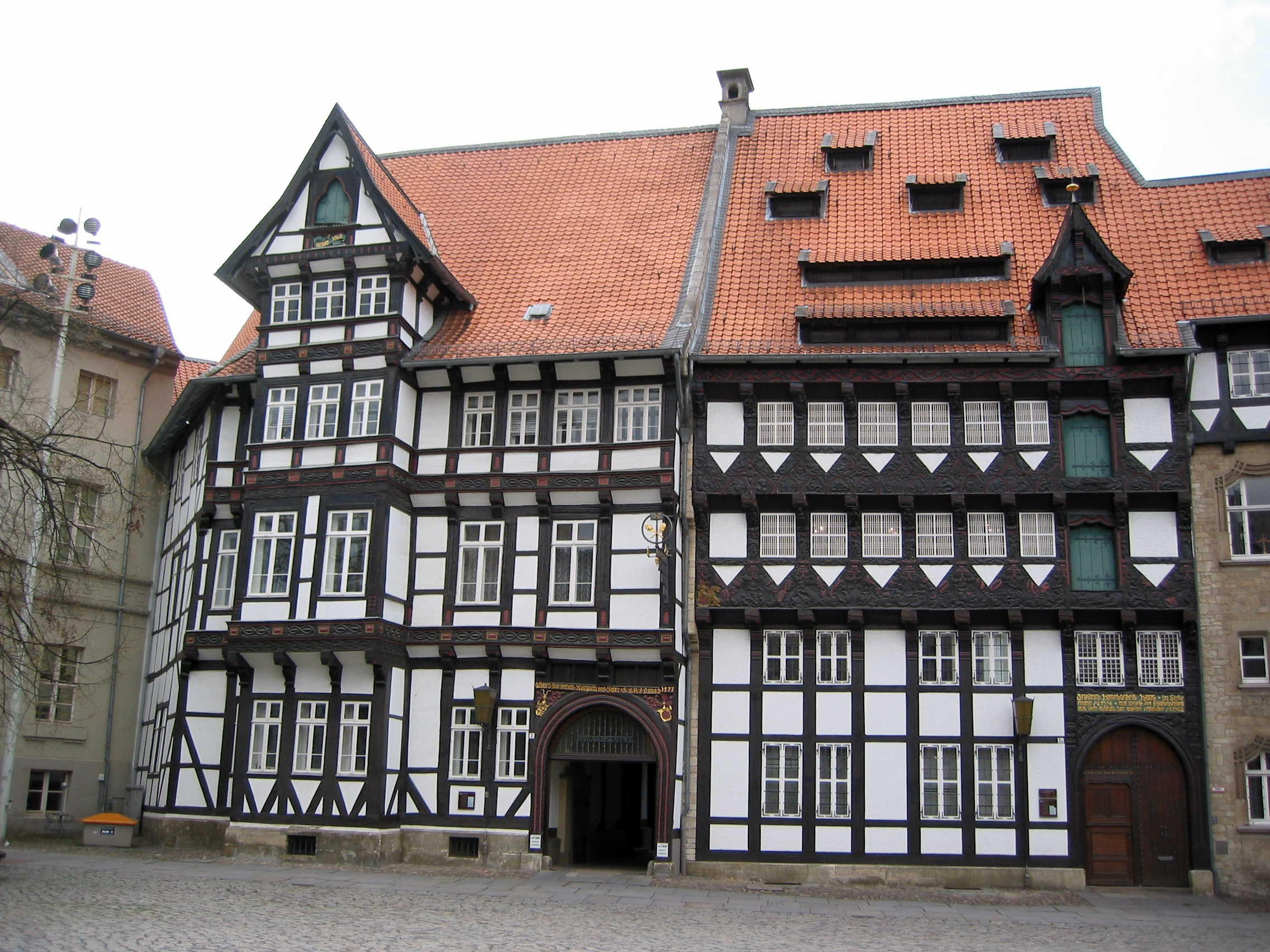
Domy Huneborstel i Veltheim przy placu Zamkowym

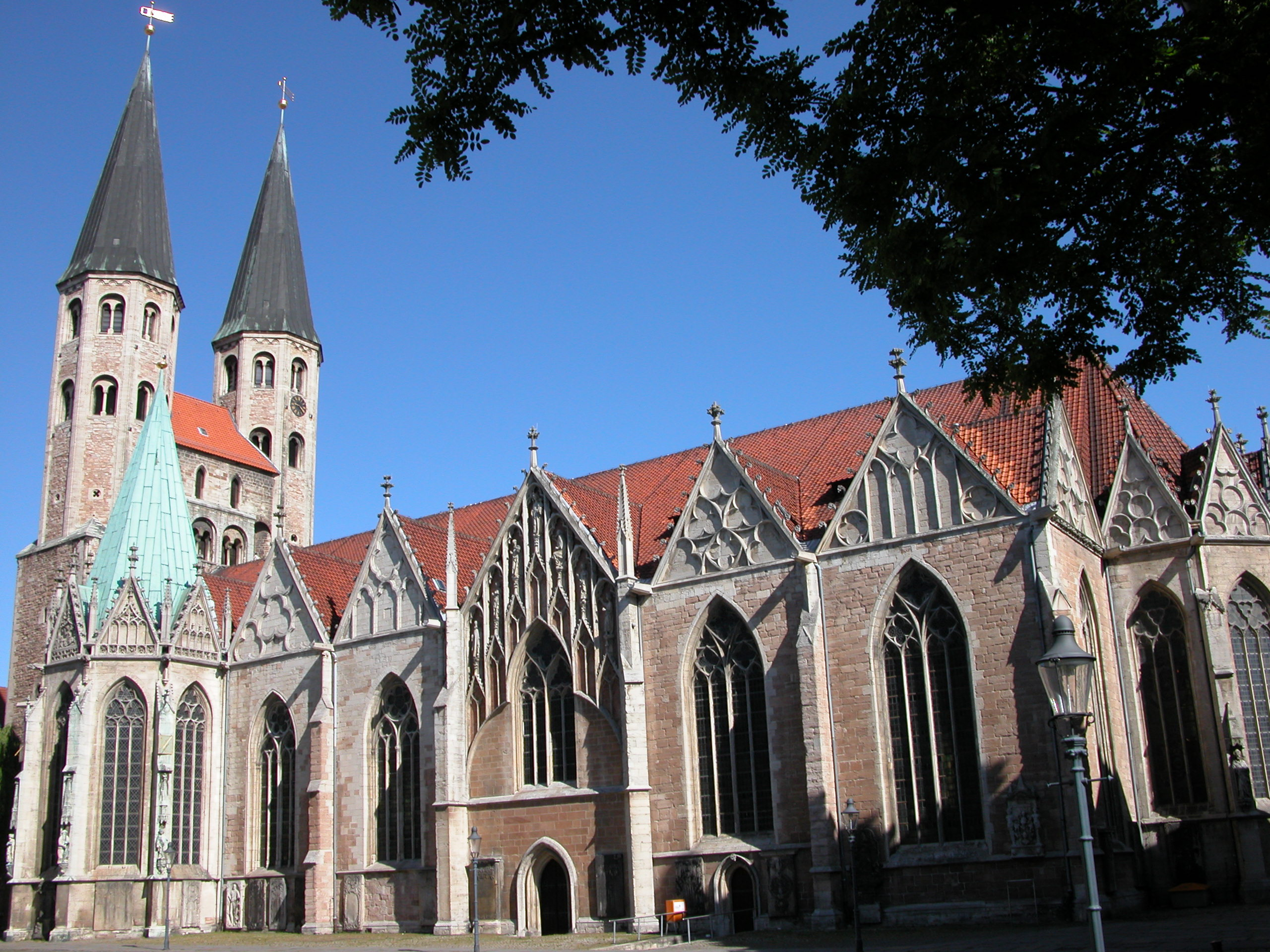
Gotycki kościół św. Marcina

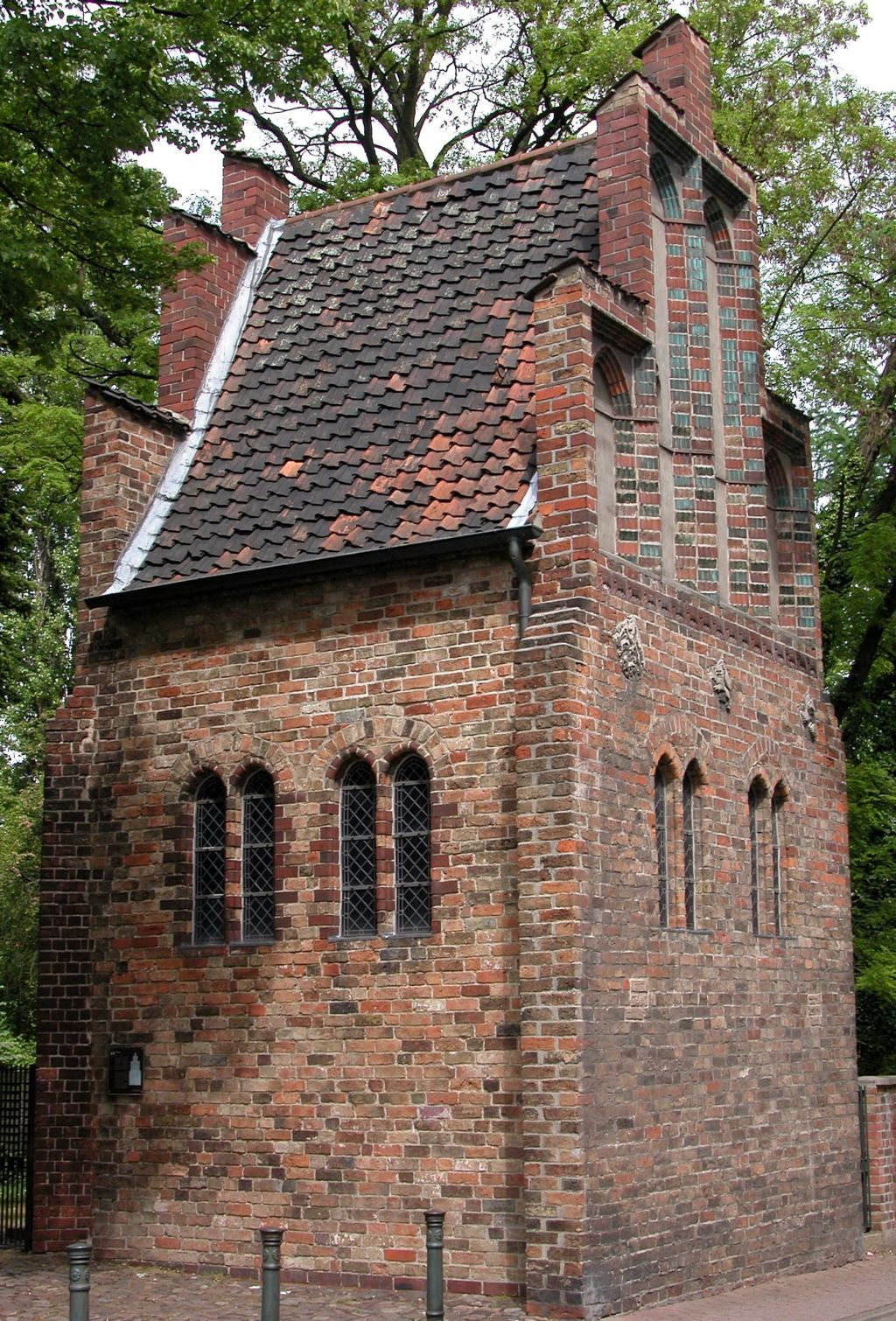
Biblioteka w Nowym Mieście

Pomimo zniszczeń ostatniej wojny miasto zachowało wiele cennych dzieł sztuki. Skupione są wokół kilku zespołów w obrębie rdzenia dawnych osad.
- Zespół zabytkowy placu Zamkowego, w skład którego wchodzą:
  - Zamek Dankwarderode – historyczna rezydencja Henryka Lwa, budowla w stylu romańskim. Obecny kształt zawdzięcza gruntownej rekonstrukcji w 1870 po licznych zniszczeniach i przebudowach. Jest siedzibą średniowiecznych zbiorów Herzog Anton Ulrich-Museum (cenne dzieła rzeźby, malarstwa i rzemiosła artystycznego). Przy głównym wejściu znajduje się drewniana budka Spitzwegeck (Antiquariat Scholz Buchhandlung) z XX wieku.
  - Lew brunszwicki – ufundowany w 1166 przez Henryka Lwa, wyobrażenie księcia w formie ryczącego lwa. Obecna rzeźba jest kopią, oryginał znajduje się na zamku Dankwarderode.
  - katedra pw. Świętych Błażeja, Jana Chrzciciela i Tomasza Becketta – romańska z XII wieku, rozbudowana w XV wieku. Cenny wystrój wnętrza tworzą dzieła romańskiej rzeźby – Krucyfiks Imervarda, brązowy świecznik siedmioramienny i stół ołtarzowy. Pośrodku nawy monumentalny wczesnogotycki nagrobek tumbowy Henryka Lwa i jego żony Matyldy Plantagenet z rzeźbami zmarłych na płycie wierzchniej. Z katedrą i jej fundatorem związane są także cenne dzieła sztuki obecnie rozproszone na świecie, między innymi Skarbiec Welfów oraz Ewangeliarz Henryka Lwa. Ściany i sklepienia zdobi cenna późnoromańska polichromia z cyklami figuralnymi m.in. życia patronów katedry; ponadto liczne figury gotyckie i renesansowe epitafia.
  - domy Huneborstel (1536) i Veltheim (1573) – cenne przykłady budownictwa o konstrukcji szkieletowej
  - brunszwickie Muzeum Okręgowe (Braunschweigisches Landesmuseum) – w XIX-wiecznym budynku o klasycyzujących formach.
- Zespół zabytkowy Rynku Starego Miasta, w skład którego wchodzą:
  - ratusz – gotycki, z XIV wieku, z bogatą dekoracją rzeźbiarską, w tym cyklem figur władców niemieckich z ich małżonkami (od Henryka I do Ottona, księcia Brunszwiku-Lüneburga); obecnie oddział miejskiego muzeum (Städtisches Museum) z cennymi zbiorami średniowiecznego rzemiosła artystycznego
  - sukiennice – podłużna budowla mieszcząca dawniej kramy handlowe, zbudowane w XIV wieku w stylu gotyckim, z późniejszymi dobudówkami i fasadą wschodnią o bogatej dekoracji rzeźbiarskiej w stylu niderlandzkiego manieryzmu
  - fontanna Maryi (Marienbrunnen) – z 1408, wykonana z brązu w formie piętrowej struktury zwieńczonej wieżą z figurą Maryi. Płaskorzeźbione misy posiadają reliefy z wizerunkami świętych.
  - dom Stechinnelli (Stechinelli-Haus) – wczesnobarokowy z ozdobnym portalem wejściowym
  - Dom pod Siedmioma Wieżami – znany od 1207, obecny późnobarokowy, dzieło Hermanna Korba(inne języki) z 1708
  - kościół Świętego Marcina (St. Martini) – romańsko-gotycki z XII wieku, gruntownie rozbudowany w wieku XIV. Wewnątrz barokowy ołtarz główny, dzieło Antona Detleva Jennera(inne języki) z początku XVIII wieku, organy z XVIII wieku, manierystyczna ambona z początku XVII wieku. W przykościelnej kaplicy św. Anny (St. Anna) z gotycką dekoracją rzeźbiarską późnogotyckie stalle i manierystyczna chrzcielnica. Na zewnątrz liczne gotyckie rzeźby tworzące cykle figuralne (figury biskupów, apostołów, panien mądrych i panien głupich); portale: zachodni romański z XII wieku i dwa południowe, gotyckie z tympanonami przedstawiającymi Agnus Dei i zaśnięcie NMP.
- Zespół zabytkowy Nowego Miasta, na północ od zamku, w skład którego wchodzą:
  - budynek starej wagi (Alte Waage) – wielokondygnacyjny budynek o konstrukcji szkieletowej z 1534, rozbudowany w XVII wieku
  - kościół Świętego Andrzeja (St. Andreas) – znany od 1160, obecny gotycki z XIV wieku. Uwagę zwraca dwuwieżowy westwerk z bogato dekorowanym maswerkowym oknem dzwonnicy oraz wieża południowa o wysokości 93 m (niegdyś była wyższa – 122 m).
  - biblioteka (Liberei) – niewielki gotycki budynek z XIV wieku, ceglany, z kamiennymi tarczami herbowymi na ścianie południowej; elewacje wschodnia i zachodnia są zwieńczone schodkowymi szczytami.

Inne zabytki i atrakcje miasta:
- ogród botaniczny
- opactwo cystersów (przełom XII i XIII wieku)
- park i pałac Richmond z XVIII wieku
- polska tablica pamiątkowa na cmentarzu przy ulicy Hochstraße.

## Sport
W mieście rozgrywany jest kobiecy turniej tenisowy, pod nazwą Braunschweig Women’s Open, zaliczany do rozgrywek ITF, z pulą nagród 25 000 $.
Istnieje także klub piłki nożnej, Eintracht Brunszwik.

## Tradycje piwowarskie
W browarze Braunschweiger Mumme H. Nettelbeck KG produkowane jest tradycyjne piwo Segelschiff-Mumme.

## Współpraca
- Bandung (Indonezja)
- Bath (Wielka Brytania)
- Kazań (Rosja)
- Magdeburg (Saksonia-Anhalt)
- Nîmes (Francja)
- Omaha (Stany Zjednoczone)
- Kirjat Tiwon (Izrael)
- Susa (Tunezja)

## Galeria
Herby dawnych osad Brunszwiku:
   Altewiek  
   Altstadt  
   Hagen  
   Neustadt  
   Sack